# Ершов, Борис Александрович
Бори́с Алекса́ндрович Ершо́в (род. 16 января 1937, Ленинград) — советский и российский химик, автор и соавтор монографий и учебных пособий для вузов по применению спектроскопии ЯМР в органической химии, доктор химических наук, профессор ЛГУ.

## Биография
Родился 16 января 1937 в Ленинграде. Отец Ершов Александр Петрович, кандидат химических наук, доцент, капитан первого ранга. Мать Ершова (Шукевич) Евгения Цезаревна, кандидат технических наук, старший научный сотрудник Государственного института прикладной химии. Выпускник 213 мужской средней школы с преподаванием ряда предметов на английском языке, которую закончил со всеми отличными оценками, кроме двух хороших оценок по русскому языку и тригонометрии.
С 1954 г. вся его жизнь неразрывно связана с химическим факультетом Ленинградского государственного университета. В 1959 г. Б.А Ершов поступил в аспирантуру на кафедру строения органических соединении (научный руководитель профессор Темникова Т. И.). В мае 1962 г. досрочно защитил кандидатскую диссертацию.
С 1962 г. по 1967 г., работая младшим научным сотрудником кафедры строения органических соединений, Б.А Ершов начал свою преподавательскую деятельность, читая лекции по новейшему для того времени физическому методу исследования — спектроскопии ядерного магнитного резонанса (ЯМР) и теоретическим основам органической химии. В это же время он работает над первыми в нашей стране учебным пособием (совместно с А.И Кольцовым) и монографией (совместно с Б. И. Иониным) по применению спектроскопии ЯМР в органической химии, вышедшими в свет, соответственно, в издательствах ЛГУ (1967 г.) и Химия (1968 г.). В 1970 г. монография была переиздана в Нью-Йорке издательством «Plenum Press», а в 1983 г. в издательстве «Химия» вышло в свет под редакцией Б. А. Ершова её второе отечественное издание.
С 1967 по 1975 г. работал доцентом кафедры строения органических соединений физической органической химии, одновременно возглавляя организованную им межкафедральную лабораторию спектроскопии ядерного магнитного резонанса. В 1972 г. он защитил докторскую диссертацию, посвященную изучению ранее неизвестных изомерных превращений эпоксисоединений с подвижными атомами водорода в боковой углеродной цепи, ведущими к образованию карбоциклов (циклопропанов и циклопентанов) или кислородсодержащих гетероциклов (дигирофуранов и дигидропиранов).
С 1975 г. по 1984 г. заведовал кафедрой физической органической химии (ФОХ), (в 1977 г. он утвержден в звании профессора по этой кафедре). За это время на кафедре было подготовлено свыше 70 специалистов с высшим образованием, 19 кандидатов наук (в том числе 8 под его непосредственным руководством), успешно предзащищены три докторские диссертации, выпущено свыше 170 научных публикаций, включая два учебных пособия для вузов, монография и два межвузовских сборника научных статей).
С 1976 г. по 1983 г. по собственной инициативе организовал и руководил городским семинаром ВХО по Физической Органической химии, на котором было заслушано и обсуждено свыше 50 научных докладов, в том числе академиков И. П. Белецкой, Н. С. Зефирова, В. А. Коптюга, А. И. Коновалова, В. И. Минкина, В. А. Тартаковского, Б. А. Трофимова, чл.корр. АН Р. З. Сагдеева, академика ЭССР В. А. Пальма.
В 1977—1978 г.г по распоряжению Президиума академии наук СССР Б. А. Ершов был дважды включен в состав комиссий по приемке спектрометров ЯМР высокого разрешения (опытно-конструкторские работы СКБ аналитического приборостроения АН СССР).
С 1986 г. по 1996 возглавляет межкафедральную лабораторию спектроскопии ЯМР НИИ Химии. В течение последующих шести лет он на общественных началах продолжает чтение спецкурсов по применению спектроскопии ЯМР в органической и физической органической химии для студентов старших курсов кафедры ФОХ и лаборатории молекулярной спектроскопии.
С 1971 г. по 1996 г. руководил организованным по его инициативе городским семинаром по применению спектроскопии ЯМР в химии по линии Всесоюзного химического общества (ВХО), получившим широкое признание в нашей стране. В работе семинара неоднократно принимали участие видные зарубежные ученые в том числе профессора университета г. Лунд (Швеция) Sture Forsen и Jan Sandstrom, а также представители ряда ведущих приборостроительных фирм, в том числе Uve Eiсhoff (Bruker). На семинаре заслушано и обсуждено свыше 250 научных докладов.
В 1995 г. в издательстве СПГУ вышла книга Б. А. Ершова «Спектроскопия ЯМР в органической химии», рекомендованная Госкомитетом РФ по высшему образованию в качестве учебного пособия для студентов вузов.
С 1996 г. по 2004 г. работал заведующим лаборатории спектроскопии ЯМР Института антибиотиков и ферментов (г. С.-Петербург).
За все годы работы на химическом факультете СПГУ под непосредственным руководством Б. А. Ершова подготовлено свыше 100 химиков-дипломантов, 19 кандидатов химических наук, опубликовано свыше 250 научных работ.
Б. А. Ершов был членом двух Ученых Советов по защитам докторских диссертаций (химический факультет СПбГУ и СПб Технологический университет). Он неоднократно выступал с лекциями и научными докладами в нашей стране и за рубежом (Берлинский университет, Университет г. Лунд, Шведский университет г. Турку, (Финляндия), университет София (Болгария)). В 1988 г. профессор Б. А. Ершов был почетным приглашенным докладчиком традиционных мемориальных чтений памяти академика Густава Ванага (г. Рига). Рекомендован для включения в биографический список шестого издания серии «Five Hundred Leaders of Influence» Американского Биографического Института в сентябре 1996 г.
Удостоен медалей «Ветеран труда», «50 Лет Великой Отечественной войне», знака «Житель блокадного Ленинграда» и памятной медали академика Густава Ванага (Латвийская Академия наук).

## Конфликты
В 1984 г. в связи с тем, что младший сотрудник кафедры ФОХ А. П. Волосов не вернулся из туристской поездки в Швецию, беспартийный Б. А. Ершов, по решению партийного комитета университета и по настоянию ректора ЛГУ В. Б. Алесковского был вынужден подать заявление о переводе на должность профессора кафедры ФОХ, руководство которой было укреплено членом КПСС профессором Костиковым Р. Р.
В 1991 г. Ученые Советы Иркутского института органической химии СО АН СССР (председатель совета академик М. Г. Воронков), Института физической и органической химии Ростовского госуниверситета (председатель Совета академик Минкин В. И.) и Рижского технического университета (председатель Совета академик Лавендел Э.Э) рекомендовали Ершова Б. А. кандидатом на вакансию действительного члена (академика) Российской Академии наук по специальности «Химия и химическая технология». Тем не менее, Ученый Совет химического факультета СПГУ рекомендовал в Академию наук лишь одну кандидатуру, и в соответствующем голосовании кандидатура Ершова Б. А. заняла второе место.
В 1996 г. Ершов Б. А. приказом по Институту химии был переведен с подачи зав.кафедрой ФОХ на должность ведущего научного сотрудника «в связи с достижением пенсионного возраста», после чего подал заявление об увольнении по собственному желанию.

## Научные интересы
Основные научные работы Б. А. Ершова посвящены физической и органической химии, изучению строения, таутомерии и механизмов реакций органических соединений методами спектроскопии ЯМР. Они включают следующие направления:
- Исследование открытых им основно-каталитических изомерных превращений эпоксисоединений с подвижными атомами водорода в боковой углеродной цепи, являющихся принципиально новым методом синтеза карбо- и гетероциклов
- ЯМР-спектроскопическое исследование внутрихелатной и цис-транс-енольной таутометрии 1,3-дикарбонильных и трикарбонильных соединений и их тиоаналогов (совместно с проф. А. И. Кольцовым)
- Исследование состояния в растворах и двойственной реакционной способности амбидентных енопят-анионов
- Применение неординарных методов спектроскопии ЯМР (резонанс в струе и остановленной струе, быстрая инжекция) для изучения детальных механизмов образования азотсодержащих гетероциклов с непосредственной регистрацией короткоживущих интермедиатов

По результатам этих работ:
- Сформулированы закономерности влияния структурных факторов на региоселективность процессов циклообразования (карбо- или гетероциклизация). Разработаны оригинальные методы синтеза функционально замещённых карбо- и гетероциклов
- Сформулированы условия существования малоустойчивых транс-енольных форм 1,3-дикарбонильных соединений в растворах. Детально изучено влияние структурных факторов, среды и температуры на положение внутрихепатного енол-енольного и енол-тиольного равновесия
- Методами спектроскопии ЯМР и кондуктометрии подробно исследовано ионное состояние и стереохимия щелочных производных 1,3-дикарбонильных соединений в растворах. Полученные результаты использованы для интерпретации их амбифункционального реагирования в реакциях алкилирования и ацилирования
- Внесены коррективы в интерпретацию механизмов ряда «классических» органических реакций на основании непосредственной регистрации короткоживущих интермедиатов методом ЯМР спектроскопии в струе и остановленной струе

## Бадминтон
Б. А. Ершов в прошлом — пятикратный чемпион г. Ленинграда по бадминтону (1961—1963гг, дважды в одиночном и трижды в парном разряде), неоднократный чемпион университета по теннису. Неоднократно защищал спортивную честь города Ленинграда (бадминтон, сборная города в том числе, на Первом чемпионате СССР, Москва 1963, 11 место) и университета (теннис, сборная университета, дважды на Всесоюзных студенческих спартакиадах: Киев, 1958; Харьков, 1959 г.)

## Основные работы
Статьи
1. Б. А. Ершов, Изомерные превращения эпоксисоединений с подвижными атомами водорода в боковой углеродной цепи, автореферат диссертации на соискание ученой степени доктора химических наук, Из-во: ЛГУ, Ленинград, 1972 г.
2. В. Н. Яндовский, Б. А. Ершов, Перегруппировки альфа-окисей, катализируемых основаниями, Усп. Хим., 41:5 (1972), с. 785—798.
3. V.A. Gindin, I.A. Chripun, A.I. Koltsov, B.A. Ershov, Enol-enolic equilibrium constants of nuclear substituted benzoylacetic aldehydes, Organic Magnetic Resonance, 4, 63-67, 1972.
4. Р. С. Ной, А. И. Кольцов, Б. А. Ершов, Спектры ПМР и структура енольных форм малондиальдегида, ЖОрХ, 11(8)1178-1179, 1975.
5. В. А. Гиндин, Р. С. Ной, А. И. Кольцов, Б. А. Ершов, Термодинамика цис-транс енолизации ациклических бета-кетоальдегидов, Доклады Академии наук СССР, 21,№ 1, 97-100, 1974.
6. И. А. Юсупов, В. А. Гиндин, А. И. Кольцов, Б. А. Ершов, Внутрихелатная таутомерия тиобензоилуксусных альдегидов, 11(5) 1000—1005, 1975.
7. Е. Е. Емелина, Н. А. Семенова, Б. А. Ершов, Мезомерные анионы III. Алкилирование щелочных производных этиловых эфиров ядернозамещенных бензоилуксусных кислот в гексаметилфосфортриамиде, ЖОрХ,10(5), 1034 −1039, 1974.
8. С. М. Есаков, Ал. Ан. Петров, Б. А. Ершов, Мезомерные анионы IV. Исследование стереохимии енолят-анионов бета-кетоальдегидов методом спектроскопии ПМР, ЖОрХ, 11(4) 680—690, 1975.
9. Ал. Ан. Петров, С. М. Есаков, Б. А. Ершов, Мезомерные анионы V. Исследование стереохимии енолят-анионов бета-кетоэфиров методом спектроскопии ПМР, ЖОрХ, 12(4) 773—779, 1976.
10. С. М. Есаков, Ал. Ан. Петров, Б. А. Ершов, Мезомерные анионы VI. Конфигурационный состав щелочных производных 1,3-дикарбонильных соединений в растворах, ЖОрХ, 16, 1576—1582, 1980.
11. Ал. Ан. Петров, С. Н. Бизунок, Б. А. Ершов, Мезомерные анионы VII. Стереохимия и ионное состояние щелочных производных 1,3-дикарбонильных соединений в растворах, ЖОрХ, 16, 1582—1588, 1980.
12. Ал. Ан. Петров, Б. А. Ершов, Мезомерные анионы VIII. Механизмы конфигурационных превращений щелочных производных 1,3-дикарбонильных соединений в растворах, ЖОрХ, 16, 1588—1594, 1980.
13. Е. Е. Емелина, Б. А. Ершов, Мезомерные анионы IX. Механизм и закономерности алкилирования щелочных производных 2-бензоилпропионитрилов, ЖОрХ, 17, 2039—2046, 1981.
14. С. И. Селиванов, Р. А. Богаткин, Б. А. Ершов, Интермедиаты в реакции получения пиразолов из 1,3-дикетонов и гидразинов, ЖОрХ, 18 (5) 909—916, 1982.
15. С. И. Селиванов, Б. А. Ершов, Применение спектроскопии ЯМР высокого разрешения для изучения быстрых неравновесных реакций, Усп. Хим., 55:5, 743—768, 1986.

Учебные пособия для вузов
1. А. И. Кольцов, Б. А. Ершов, Ядерный магнитный резонанс в органической химии, ЛГу, 1968.
2. Ершов Б. А., Спектроскопия ЯМР в органической химии: учебное пособие для вузов по направлению «Химия» и специальности «Органическая химия», СПбГу, 1995.

Монографии
1. Б. И. Ионин, Б. А. Ершов, под ред. Э. Т. Липпмаа, ЯМР-спектроскопия в органической химии: научное издание, ЛГу, Химия, Ленингр. отд-ние, 1967.
2. B.I. Ionin, B.A. Ershov, NMR Spectroscopy in organic chemistry, New York, Plenum Press, 1970.
3. Ионин Б. И., Ершов Б. А., Кольцов А. И., ЯМР-спектроскопия в органической химии: научное издание. — 2-е изд., ЛГу, Химия, Ленингр. отд-ние, 1983.

Межвузовские сборники
1. Вопросы физической органической химии: межвузовский сборник, Выпуск 1, МВССО РСФСР, под ред. Б. А. Ершова, изд-во Ленингр. ун-та, 1980.
2. Вопросы физической органической химии: межвузовский сборник, Выпуск 2, под ред. Б. А. Ершова, изд-во Ленингр. ун-та, 1984.